# Katherine Pulaski
La Dr. Katherine Pulaski és una metgessa fictícia de la sèrie de televisió de ciència-ficció estatunidenca Star Trek: La nova generació. Va exercir com a cap mèdica a bord de la nau estel·lar USS Enterprise-D de la Federació Unida de Planetes. Durant la seva estada a la nau, les seves habilitats mèdiques van salvar la vida tant del capità Jean-Luc Picard com del comandant William Riker. Sense voler, va fer que Geordi La Forge creés un holograma del professor Moriarty, que es va tornar conscient de si mateix, després d'una aposta que implicava les habilitats del tinent comandant Data. La Pulaski semblava reacia a la majoria de les noves tecnologies i preferia evitar el transportador, però es va veure obligada a confiar-hi per salvar la seva pròpia vida d'una infecció modificada genèticament. Abans d'arribar a lEnterprise-D, va servir anteriorment a l'USS Repulse. Durant un temps en el seu passat, va tenir una relació romàntica amb el pare de William Riker, Kyle Riker, amb qui ha mantingut una amistat.
Interpretada per l'actriu Diana Muldaur, Pulaski va substituir el personatge de la comandant Beverly Crusher per a la segona temporada de Star Trek: La nova generació després que no es renovés el contracte de Gates McFadden. Així, Pulaski va aparèixer per primera vegada a l'episodi inaugural de la segona temporada, "El nen", i va fer la seva última aparició a l'episodi final de la temporada, "Ombres argentades". Abans d'interpretar el paper de Pulaski a "La nova generació", Muldaur va aparèixer a l'"Star Trek" original, interpretant diferents personatges als episodis "Retorn al demà" i "No hi ha bellesa sense veritat!". Més tard va treballar amb el creador de la sèrie Gene Roddenberry en un pilot per a la sèrie "Planet Earth". McFadden va tornar per substituir Muldaur a la tercera temporada, repetint el seu paper com a Dra. Crusher durant la resta de la sèrie.
Els crítics van criticar l'enfocament de Pulaski, així com la seva incapacitat per encaixar amb la tripulació. Els crítics van assenyalar que la seva fòbia als transportadors recordava al Dr. Leonard McCoy de l'"Star Trek" original, així com la seva relació amb Data; la interacció de Pulaski amb Data va generar comparacions amb la de McCoy i Spock de l' "Star Trek" original. Els episodis amb Pulaski en un paper principal van generar opinions dividides entre els crítics, alguns descrivint "Selecció antinatural" com un episodi clau, mentre que altres van argumentar que només mostrava el costat negatiu del seu paper.

## Concepte i desenvolupament
Cap al final de la primera temporada de Star Trek: La nova generació, els guionistes van convèncer Gene Roddenberry que eliminés Gates McFadden com a Dra. Beverly Crusher de la sèrie. El productor executiu Rick Berman es va oposar a aquesta decisió. Per permetre el retorn de McFadden en el futur, Roddenberry va escriure per escrit el personatge de Crusher en lloc de matar-la. La marxa de McFadden va provocar una nova posició per al repartiment. Els productors van contactar amb l'actriu Diana Muldaur, sense saber de la seva participació passada amb els pilots de Star Trek i Planet Earth de Roddenberry. A la sèrie original de Star Trek, Muldaur va interpretar el paper d'una doctora en dos episodis: com a Dra. Ann Mulhall a "Retorn al demà", i com a Dra. Miranda Jones a "No hi ha bellesa sense veritat!" Muldaur també va treballar en el pilot de "Planet Earth" després de conèixer Roddenberry i la seva dona, Majel Barrett, a través de les seves festes anuals de Nadal de "Star Trek".
Muldaur no estava obligada a fer una audició per al paper de Pulaski. En comptes d'això, li van donar 15 cassets VHS de la primera temporada. Ho va trobar "molt emocionant", i va comentar que "anava millorant i millorant" a mesura que la mirava. Christina Pickles també va ser considerada per al paper de Pulaski, una decisió que Berman va qualificar de "molt difícil". Finalment, Muldaur va acceptar interpretar el paper, però va demanar a Roddenberry que canviés el nom del personatge a Kate, que es va convertir en Katherine. El personatge de Katherine Pulaski no es va inspirar en el Doctor Leonard McCoy de l'"Star Trek" original, tot i les afirmacions en contra.
Pulaski va debutar a l'episodi "El nen" de la segona temporada, juntament amb Whoopi Goldberg fent la seva primera aparició com a Guinan al mateix episodi. Tot i que Muldaur era un personatge habitual a La nova generació, va aparèixer als crèdits inicials com a "Estrella convidada especial". Després de la segona temporada, Muldaur va deixar la sèrie i es va unir al repartiment de L.A. Law. Va utilitzar imatges de l'episodi "Selecció antinatural" per obtenir el paper. Gates McFadden va tornar per continuar el seu paper com a Dra. Crusher durant la resta de la sèrie.

## Aparicions
Els antecedents de Pulaski es tracten a l'episodi "El factor Ícar". Està tres vegades divorciada i anteriorment va tenir una relació sentimental amb el pare del comandant William Riker, Kyle Riker (Mitchell Ryan), després de formar part d'un equip de rescat que responia a un atac tholià contra una base estel·lar de la Federació. Es va adonar que una relació romàntica amb Riker no funcionaria, però van seguir sent amics. Just abans de servir a lEnterprise-D, Pulaski va servir a l'USS Repulse.
A, "Elemental, estimat Data" ella desafia el tinent comandant Data a resoldre un misteri original de Sherlock Holmes a la holocoberta. Ell accepta el seu repte, cosa que resulta en la creació d'un holograma autoconscient del Professor Moriarty (Daniel Davis). Pulaski s'uneix a Data i al tinent Geordi La Forge (LeVar Burton), però és capturada per Moriarty, que també pren el control de l'«Enterprise». Moriarty exigeix que trobin una manera de permetre-li abandonar la holocoberta, però el capità Jean-Luc Picard (Patrick Stewart) el convenç perquè alliberi el control i s'emmagatzemi a la memòria de l'ordinador de la nau fins que es trobi una manera de concedir el seu desig.
L'aprensió de Pulaski per utilitzar el transportador va ser evident a "L'esquizoide", on la doctora Selar (Suzie Plakson) va anar amb l'equip de visita en lloc de Pulaski, ja que requeria que es teleportés a una nau de transport. Tanmateix, el transportador més tard salvaria la vida de Pulaski a "Selecció antinatural", després que fos infectada amb una malaltia del planeta Gagarin IV que va accelerar el seu procés d'envelliment. El transportador s'utilitza per eliminar la infecció i ella torna a la salut.
Demostra la seva experiència mèdica en diverses ocasions. A "Temps al quadrat", Pulaski descobreix que el duplicat del capità Picard està desincronitzat en el temps i millorarà lentament fins que torni al punt on va marxar. A l'episodi "Amics a distància", Picard orderna Pulaski que esborri els records d'una noia jove anomenada Sarjenka, amb qui Data s'havia estat cartejant i ajudant, violant la primera directiva. A "Samaritans entrampats", és convocada a la base estel·lar 515 per operar el capità Picard, ja que és la cirurgiana més experimentada que hi ha a prop. Això malgrat el desig de Picard que no realitzi la cirurgia, a causa de la seva preocupació per la imatge que podria donar a la tripulació.
Quan l'Enterprise arriba a la colònia perduda de Mariposa a "Reproducció clonal", els Mariposans segresten Pulaski i el comandant William Riker (Jonathan Frakes) i roben el seu ADN per clonar nous membres de la seva colònia. Tot i que tecnològicament avançats, els Mariposans manquen de diversitat genètica. Quan Pulaski i Riker descobreixen els clons, els destrueixen. Picard ajuda a resoldre la disputa suggerint que els Mariposans permetin als Bringloidi, un poble rural preindustrial la colònia del qual va ser destruïda, migrar al seu món. Els Mariposans, però, han confiat en la clonació durant 300 anys, i ja no es reprodueixen sexualment. Pulaski assenyala que amb el temps es tornaran a familiaritzar amb la pràctica i recomana que els Mariposans formin grans matrimonis en grup amb els Bringloidi per crear una població sana.
Després de la derrota de Data en un joc d'estratagema a "Màxim rendiment", Pulaski i la consellera Deanna Troi (Marina Sirtis) intenten consolar-lo, però el capità Picard ha de convèncer Data que no està funcionant malament. L'última aparició de Pulaski a La nova generació va ser a l'episodi "Ombres argentades". Quan el comandant Riker emmalalteix amb un virus perillós durant una missió de camp, Pulaski expulsa el virus amb un dispositiu que estimula el seu centre de memòria. Després de descobrir que els records negatius són més eficaços per eliminar el virus, utilitza records de por i supervivència per salvar la vida de Riker.
A la línia temporal futura alternativa que es retrata a "Endgame", el final de Star Trek: Voyager, es diu que Pulaski va treballar a les instal·lacions mèdiques de la Flota Estel·lar a San Francisco.

### Novel·les
Pulaski apareix en diversos llibres de la sèrie de novel·les no canòniques basades en les aventures de la tripulació a La nova generació i en altres llocs del mateix període. A la novel·la de Peter David Vendetta (1991), Pulaski és reassignada a la Repulse sota el comandament del capità Taggart després de la seva marxa de l'Enterprise. A Star Trek: Progress (2006), un llibre del Cos d'Enginyers de la Flota Estel·lar de Terri Osborne, Pulaski és a bord de l'USS Progress quan visita Drema IV, ja que vol comprovar el progrés de Sarjenka, una noia jove. de l'episodi "Amics a distància" de La nova generació. Pulaski també va aparèixer al costat de Wesley Crusher i Guinan a "Totes les coses bones..." (1994) de Michael Jan Friedman, una novel·lització del final de la sèrie La nova generació.

## Recepció i comentari
Al seu llibre de 1998, Star Trek 101, Terry J. Erdmann i Paula M. Block van anomenar "Selecció antinatural" l'episodi clau de Pulaski. L'escriptor de ciència-ficció Keith DeCandido va descriure Pulaski com a "encantador" i va assenyalar que aquesta sensació es reflectia a la pantalla pel capità Picard. A Science Fiction Television: A History, l'autor M. Keith Booker va observar que "Pulaski mai va aconseguir integrar-se del tot amb la resta de la tripulació".
Els esdeveniments d'"Elemental, estimat Data" van portar el professor de cinema Zoran Samardžija a suggerir que Pulaski podria haver estat inspirada per les obres de Friedrich Nietzsche. A Sherlock Holmes and Philosophy: The Footprints of a Gigantic Mind (2011), Samardžija assenyala que l'argument de Pulaski que Data manca d'intuïció recorda parts de l'obra de Nietzsche de 1878 Humà, massa humà. Rhonda V. Wilcox va considerar més a fons la relació entre Pulaski i Data en el seu article "Dating Data: Miscegenation in Star Trek: The Next Generation" (1993). Wilcox assenyala que Pulaski "sovint desafia Data en termes de la seva naturalesa màquina". Compara l'estat sense emocions de Data amb l'esclavitud a causa de la referència a "El nen" a l'obra de Maya Angelou de 1969 Jo sé per què canta l'ocell engabiat.
El 2016, la revista Wired va classificar Pulaski com el 39è personatge més important de la Flota Estel·lar dins de l'univers de ciència-ficció de Star Trek, d'un total de 100 personatges. El 2019, la CBS la va classificar com un dels personatges infravalorats de l'univers de Star Trek..